# Conimbla-Nationalpark
Der Conimbla-Nationalpark ist ein Nationalpark im Osten des australischen Bundesstaates New South Wales, 253 km westlich von Sydney und rund 25 km westlich von Cowra.
Der Nationalpark liegt am südwestlich des Lachlan River und besteht aus zwei nicht miteinander verbundenen Teilen. Das Gelände ist gebirgig und bewaldet. Es steigt etwa 500 m über das umgebende Bauernland auf. Höchste Erhebung ist der Sugarloaf Mountain im westlichen Teil des Parks.
An den Bächen im Park gibt es etliche Wasserfälle und im Frühjahr sind die Bachufer mit Wildblumen übersät.